# Débora Nunes
Débora Fernanda da Silva Nunes (Porto Alegre, 17 de janeiro de 1981) é uma lutadora brasileira de taekwondo. .

## Cali 2007
Sua grande vitória na carreira foi o Pan de Cáli de 2007, na Colômbia ao derrotar Diana López, na final, e conquistar a vaga olímpica.

## Pequim 2008
Após uma primeira vitoria por W-O na primeira rodada, na sequencia perdeu para a medalhista croata Martina Zubčić.